# Miami Open 2000 - Qualificazioni doppio maschile
Le qualificazioni del doppio maschile dell'Miami Open 2000 sono state un torneo di tennis preliminare per accedere alla fase finale della manifestazione. I vincitori dell'ultimo turno sono entrati di diritto nel tabellone principale. In caso di ritiro di uno o più giocatori aventi diritto a questi sono subentrati i lucky loser, ossia i giocatori che hanno perso nell'ultimo turno ma che avevano una classifica più alta rispetto agli altri partecipanti che avevano comunque perso nel turno finale.
Le qualificazioni del doppio del torneo Ericsson Open 2000 prevedevano 8 coppie partecipanti di cui 2 sono entrate nel tabellone principale.

## Teste di serie
1. Devin Bowen /  Eyal Ran (primo turno)
2. Thomas Shimada /  Myles Wakefield (Qualificati)
3. Petr Pála /  Pavel Vízner (primo turno)

1. Neil Broad /  Jeff Coetzee (ultimo turno)
2. Marc-Kevin Goellner /  Marcos Ondruska (Qualificati)
3. Guillermo Cañas /  Gastón Etlis (ultimo turno)

## Qualificati
1. Roger Federer  /   Andreas Vinciguerra
2. Thomas Shimada  /   Myles Wakefield
3. Marc-Kevin Goellner /  Marcos Ondruska

## Tabellone

### Legenda
| - Q = Qualificato - WC = Wild card - LL = Lucky loser | - ALT = Alternate - SE = Special Exempt - PR = Protected Ranking | - w/o = Walkover - r = Ritirato - d = Squalificato |

### Sezione 1
|  | Primo turno | Primo turno                       | Primo turno                       | Primo turno | Primo turno |  |  | Ultimo turno | Ultimo turno                      | Ultimo turno                      | Ultimo turno | Ultimo turno |  |
|  |             |                                   |                                   |             |             |  |  |              |                                   |                                   |              |              |  |
|  |             | Roger Federer Andreas Vinciguerra | Roger Federer Andreas Vinciguerra | 6           | 6           |  |  |              |                                   |                                   |              |              |  |
|  | 1           | Devin Bowen Eyal Ran              | Devin Bowen Eyal Ran              | 4           | 4           |  |  |              | Roger Federer Andreas Vinciguerra | Roger Federer Andreas Vinciguerra | 6            | 6            |  |
|  | 4           | Neil Broad Jeff Coetzee           | Neil Broad Jeff Coetzee           | 6           | 6           |  |  | 4            | Neil Broad Jeff Coetzee           | Neil Broad Jeff Coetzee           | 3            | 4            |  |
|  |             | Geoff Grant Mark Keil             | Geoff Grant Mark Keil             | 4           | 2           |  |  |              |                                   |                                   |              |              |  |

### Sezione 2
|  | Primo turno | Primo turno                    | Primo turno                    | Primo turno | Primo turno |  |  | Ultimo turno | Ultimo turno                   | Ultimo turno                   | Ultimo turno | Ultimo turno |  |
|  |             |                                |                                |             |             |  |  |              |                                |                                |              |              |  |
|  | 2           | Thomas Shimada Myles Wakefield | 65                             | 6           | 7           |  |  |              |                                |                                |              |              |  |
|  |             | Ivan Ljubičić Xavier Malisse   | 7                              | 4           | 65          |  |  | 2            | Thomas Shimada Myles Wakefield | Thomas Shimada Myles Wakefield | 6            | 6            |  |
|  | 6           | Guillermo Cañas Gastón Etlis   | Guillermo Cañas Gastón Etlis   | 7           | 7           |  |  | 6            | Guillermo Cañas Gastón Etlis   | Guillermo Cañas Gastón Etlis   | 2            | 4            |  |
|  |             | Brandon Coupe Jason Weir-Smith | Brandon Coupe Jason Weir-Smith | 63          | 6(1)        |  |  |              |                                |                                |              |              |  |

### Sezione 3
|  | Primo turno | Primo turno                         | Primo turno                         | Primo turno | Primo turno |  |  | Ultimo turno | Ultimo turno                        | Ultimo turno                        | Ultimo turno | Ultimo turno |  |
|  |             |                                     |                                     |             |             |  |  |              |                                     |                                     |              |              |  |
|  |             | Thomas Enqvist Thomas Johansson     | 6                                   | 4           | 6           |  |  |              |                                     |                                     |              |              |  |
|  | 3           | Petr Pála Pavel Vízner              | 0                                   | 6           | 3           |  |  |              | Thomas Enqvist Thomas Johansson     | Thomas Enqvist Thomas Johansson     | 3            | 63           |  |
|  | 5           | Marc-Kevin Goellner Marcos Ondruska | Marc-Kevin Goellner Marcos Ondruska | 6           | 6           |  |  | 5            | Marc-Kevin Goellner Marcos Ondruska | Marc-Kevin Goellner Marcos Ondruska | 6            | 7            |  |
|  |             | Mark Merklein Michael Sell          | Mark Merklein Michael Sell          | 2           | 2           |  |  |              |                                     |                                     |              |              |  |